# Суџук кале
44° 41′ 16″ N 37° 47′ 45″ E / 44.68778° С; 37.79583° И
Суџук кале (тур. Sujuk-Qale, Soğucak; рус. Суджук-кале) некадашње је турско насеље, трговачка лука и мање утврђење саграђено током 1722. године на подручју савременог града Новоросијска, на југозападу европског дела данашње Русије.
Утврђење је било саграђено од опеке и имало је форму квадрата димензија 210×210 метара, с тим што су дијагоналне основе биле постављене у смеру 4 главне стране света. Дебљина зидина тврђаве била је око 4 метра, на угловима су била подигнута 4 торња са по 9 стрелишта на сваком. Око тврђаве се налазио ров дубине око 6 метара. Главна врата налазила су се на североисточној страни и водила су директно до маленог пристаништа на обали. Изнад главних врата налазила се мермерна плоча чији делови се данас чувају у Новоросијском градском музеју. 
Тврђаву су 1812. срушили руски војници и од тада никада није обновљена.